# Reichsmusiktage
Die Reichsmusiktage fanden vom 22. bis 29. Mai 1938 in Düsseldorf statt. Sie waren eine Veranstaltung der NS-Propaganda und standen unter der Schirmherrschaft von Joseph Goebbels. Goebbels hatte ursprünglich eine jährliche Wiederkehr der Reichsmusiktage geplant. Diese wurden zwar im Mai 1939 erneut durchgeführt, entfielen aber nach dem Beginn des Zweiten Weltkriegs.

## Hintergrund
In der Ideologie der Nationalsozialisten wurde zwischen deutscher und nationaler Kunst auf der einen Seite und „kulturbolschewistischer“ und „entarteter Kunst“ auf der anderen Seite unterschieden. Inhaltliche und stilistische Argumente wurden dabei mehr und mehr durch rassistische Aussagen ersetzt. Die Nationalsozialisten versuchten die Gleichschaltung der Kunst durch Sonderveranstaltungen und Festspiele zu fördern und der Bevölkerung als das „Deutsche“ nahezubringen. Hierzu gehörten auch die Reichsmusiktage, die am 22. Mai 1938, dem 125. Geburtstag von Richard Wagner, in Düsseldorf eröffnet wurden. Sie standen unter der Schirmherrschaft von Joseph Goebbels, der sie als Veranstaltung für „musikpolitische Grundsatzerklärungen und Weichenstellungen“ bezeichnete. Die Veranstaltung dauerte vom 22.–29. Mai und wurde von Heinz Drewes, dem Leiter der Musikabteilung im Propagandaministerium, organisiert.

## Ausstellung über „Entartete Musik“

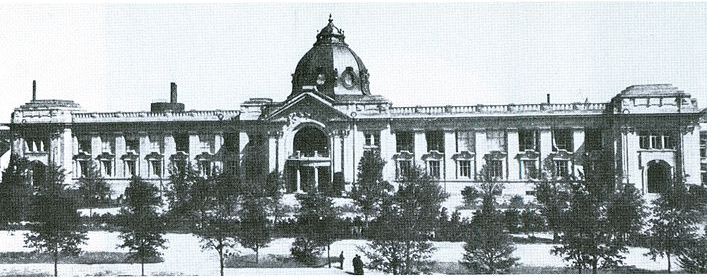
Düsseldorfer Kunstpalast (Bild aus dem Jahr 1902)

Im Rahmen der Reichsmusiktage wurde am 24. Mai 1938 eine Ausstellung im Kunstpalast am Ehrenhof in Düsseldorf eröffnet, die unter dem Namen „Entartete Musik“, an die im Jahre 1937 zuvor in München stattfindende Ausstellung „Entartete Kunst“ anknüpfte. Als Hauptverantwortlicher der Ausstellung „Entartete Musik“ galt Hans Severus Ziegler, einer der frühesten Anhänger von Adolf Hitler und seit 1935 Generalintendant des Weimarer Nationaltheaters.
In dieser Ausstellung wurde öffentlich die Musik angeprangert, die nicht in die Weltanschauung der Nationalsozialisten hineinpasste, besonders die Werke von jüdischen Künstlern. Wie schon zuvor in München, wurden auch auf dieser Ausstellung in Düsseldorf abschreckende Beispiele von „entarteter Musik“ vorgeführt. In über 50 Vitrinen sah man neben Büchern, Partituren und Bühnenbildern auch Fotos und verunglimpfende Karikaturen. Außerdem konnten per Knopfdruck Ausschnitte aus Schallplatten-Einspielungen der angeprangerten Werke angehört werden. 
In der Ausstellung wurden neben Musikern auch Musikwissenschaftler, Musikdirektoren, Musikkritiker, Musikpädagogen sowie Dirigenten angeprangert und deren Werke und Schriften als „entartet“ bezeichnet. Sowohl „nicht-arische“ Persönlichkeiten wie Alban Berg, Arnold Schönberg oder Kurt Weill als auch „arische“ Musiker wie Paul Hindemith, der mit einer Jüdin verheiratet war, sowie Igor Strawinsky aus Russland waren verfemt. 
Die Ausstellung war in Düsseldorf bis zum 14. Juni 1938 zu sehen und wurde danach noch in Weimar, München und Wien gezeigt. Es gab dazu keinen begleitenden Katalog, sondern nur die als Broschüre gedruckte Eröffnungsrede von Hans Severus Ziegler im Düsseldorfer Kunstpalast. Auf der Titelseite dieser Broschüre war ein schwarzer Jazz-Saxophonist als Karikatur zu sehen. Provozierend daran war zum einen das bewusst überzeichnete Gesicht, im Kontrast zur Kleidung, Frack und Zylinder des Musikers, zum anderen aber auch der rote Davidstern, der anstelle einer Nelke im Knopfloch prangte. Die Nationalsozialisten wählten diese fiktive Figur als Symbol der Ausstellung und auch der gesamten Reichsmusiktage 1938 als Inbegriff der Entartung. Die Karikatur erinnert an den schwarzen Musiker Jonny, die Titelfigur aus Ernst Kreneks Oper Jonny spielt auf, gegen die NSDAP-Mitglieder schon vor 1933 protestiert hatten.

## Nebenveranstaltungen
Zum Höhepunkt der Reichsmusiktage zählte neben dieser Ausstellung auch eine „kulturpolitische Kundgebung“. Neben einer Ansprache von Reichspropagandaminister Goebbels und einer Rede von Gauleiter Friedrich Karl Florian dirigierte Richard Strauss selbst sein „Festliches Präludium Op. 61“, ein Werk für Orchester und Orgel aus dem Jahr 1913, das er extra für diese Gelegenheit neu einrichtete. Weiterhin wurden in ganz Düsseldorf auf verschiedenen Plätzen so genannte Platzkonzerte gegeben, musikwissenschaftliche Symposien sowie Fachtagungen von Komponisten und Musikpädagogen veranstaltet, wobei die Verkörperung und Darstellung des „Deutschen“ in der Musikkultur diskutiert wurde. Es wurden außerdem insgesamt drei Opern uraufgeführt. 
Eigentlich hatte Goebbels die Reichsmusiktage als feststehende, jährlich stattfindende Einrichtung vorgesehen, doch wurden sie nach einer Wiederholung im Mai 1939 wegen des Zweiten Weltkriegs nicht mehr durchgeführt.

## Reaktionen im In- und Ausland
Weder in Deutschland noch in der ausländischen Presse wurden die Reichsmusiktage 1938 als bedeutendes Ereignis wahrgenommen. Im Gegensatz zur vorausgegangenen Kunstausstellung im Jahr 1937 in München waren sowohl die Ausstellung „Entartete Musik“ als auch die Reichsmusiktage als Ganzes für viele Mitläufer des nationalsozialistischen Kulturbetriebs ein Misserfolg. Da zumeist Künstler verurteilt wurden, die schon ins Ausland emigriert waren, konnte die gesamte Veranstaltung nicht direkt zu Beschlagnahmungen oder Verboten führen. Ebenso war die propagandistische Auswertung der Ausstellung damals begrenzt, die Reaktionen aus dem In- und Ausland waren eher bescheiden und zurückhaltend. Während manche Zeitungen immerhin ihre Verwunderung darüber aussprachen, warum so bekannte Komponisten wie Hindemith und Strawinsky als „entartet“ eingestuft wurden, blieben die Reaktionen aus dem Ausland merkwürdig zurückhaltend. Die in den USA erscheinende Zeitschrift „Musical America“ beschränkte sich lediglich auf eine Auflistung der als „entartet“ eingestuften Werke und Komponisten. Die Londoner Times schien ganz im Zeichen der damaligen Appeasement-Politik sogar ein wenig Verständnis für diese Aktion aufzubringen. Der regimetreue Dirigent Peter Raabe, damaliger Präsident der Reichsmusikkammer, blieb den Eröffnungsfeierlichkeiten der Reichsmusiktage 1938 demonstrativ fern. Allerdings wurden solche negativen Reaktionen durch die nationalsozialistische Zensur von Presse und Rundfunk der Öffentlichkeit verschwiegen.